# 龙尚
龙尚（法語：Ronchin，法語發音：[ʁɔ̃ʃɛ̃]）是法国上法蘭西大區北部省的一个市镇，属于里尔区和里尔欧洲都会区。

## 地理
龙尚（50°36'17"N, 3°5'16"E）面积5.42 平方千米，位于法国上法蘭西大區北部省，该省份为法国最北部的省份及最长的省份，西北濒北海，西接加来海峡省，南至埃纳省和索姆省，东与比利时接壤。
与龙尚接壤的市镇（或旧市镇、城区）包括：法什-蒂梅尼勒、莱坎、勒泽讷、里尔。
龙尚的时区为UTC+01:00、UTC+02:00（夏令时）。

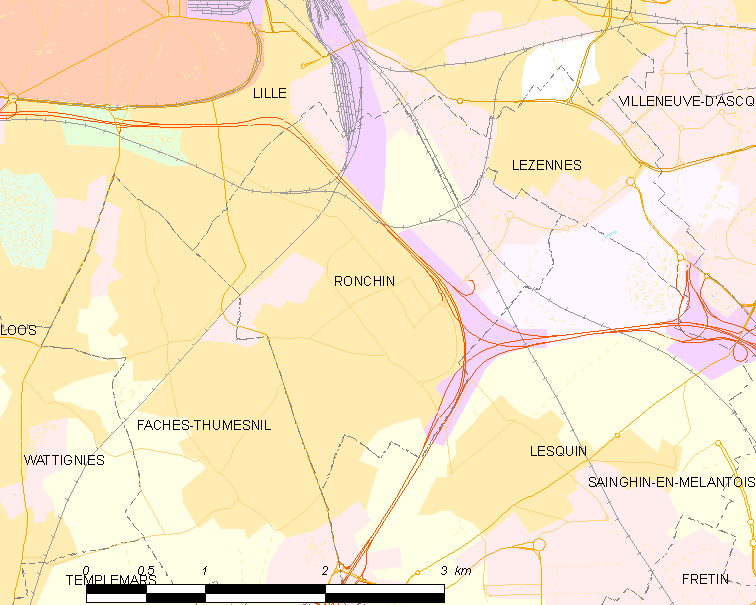
龙尚的OSM定位图

## 行政
龙尚的邮政编码为59790，INSEE市镇编码为59507。

## 政治
龙尚所属的省级选区为里尔第四县。

## 人口

1962-2008年间龙尚人口变化图示

龙尚于2022年1月1日时的人口数量为19436人。